# Слагельсе
Слагельсе (дан. Slagelse) — місто в комуні Слагельсе, регіон Зеландія, Данія. Розташоване в південно-західній частині острова Зеландія.

## Історія

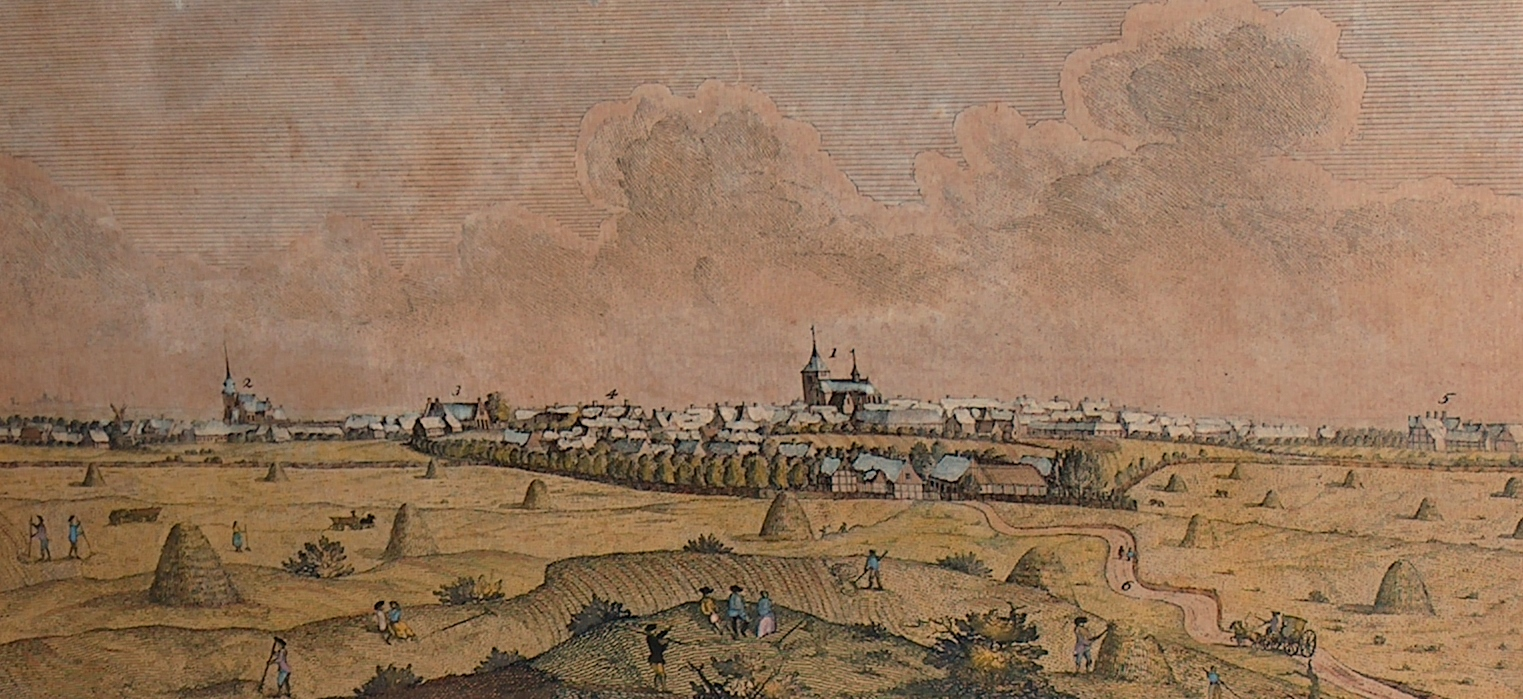
Слагельсе, кінець XVII століття

Слагельсе є одним з найстаріших міст Данії. Історія міста тісно пов'язана з фортецею Треллеборг, круговою фортецею вікінгів, збудованою 981 року. Церква святого Міхаеля була збудована в період з 1074 по 1088 рік. Розквіт міста припадає на XI століття, тут знаходився монетний двір, Слагельсе було важливим торговим центром.
У XIX столітті в місцевій школі навчався Ганс Крістіан Андерсен.
Тут проживає відомий данський комп'ютерний розробник програмного забезпечення Поуль-Геннінґ Камп.

## Спорт
Місто має футбольну команду Вестшелланн, що грає в Суперлізі, найвищій за рівнем футбольній лізі Данії.

## Місцева мережа для громадян Данії та новоприбулих українців у муніципалітеті Слагелсе
У зв'язку з вторгненням Росії в Україну у місцевих жителів муніципалітету Слагелсе є мережева група у Facebook для українців та неукраїнців. Вона має на меті полегшити новоприбулим українцям та українським родинам утворення мережі в даній місцевості. Вона охоплює як Слагельсе, Корсор(дан. Korsør) і Скельскор(дан. Skælskør), так і навколишні селища.
Назва групи: «Ukrainians & Friends — Slagelse, Korsør and Skælskør» Групу можна знайти тут : https://www.facebook.com/groups/ukrainiansinslagelse

## Зовнішні зв'язки
Слагельсе має 5 міст-побратимів:
- Мутала, Швеція
- Даргун, Німеччина
- Краґере, Норвегія
- Полиці, Польща
- Віхті, Фінляндія

## Галерея

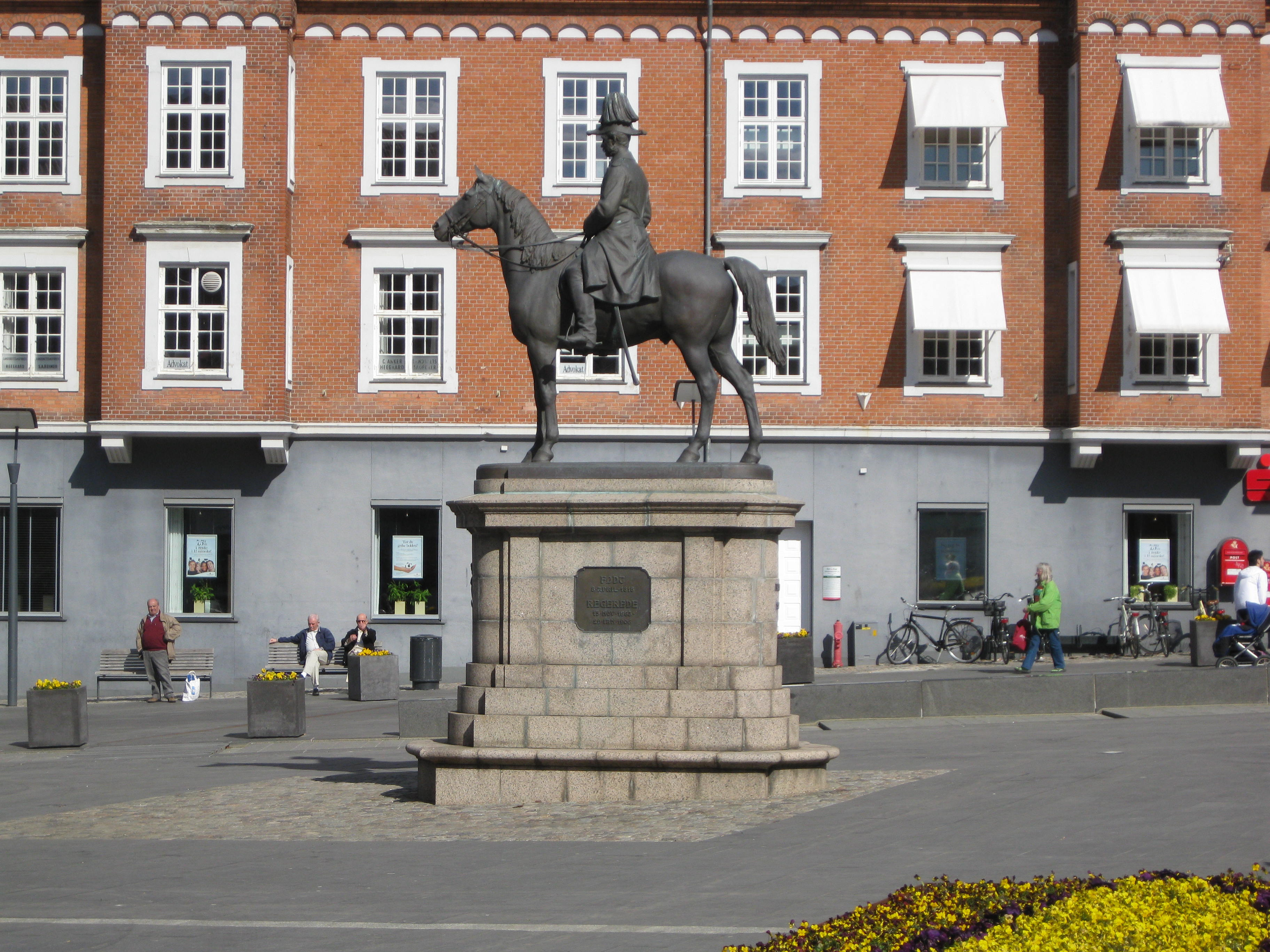
Пам'ятник Кристіану IX
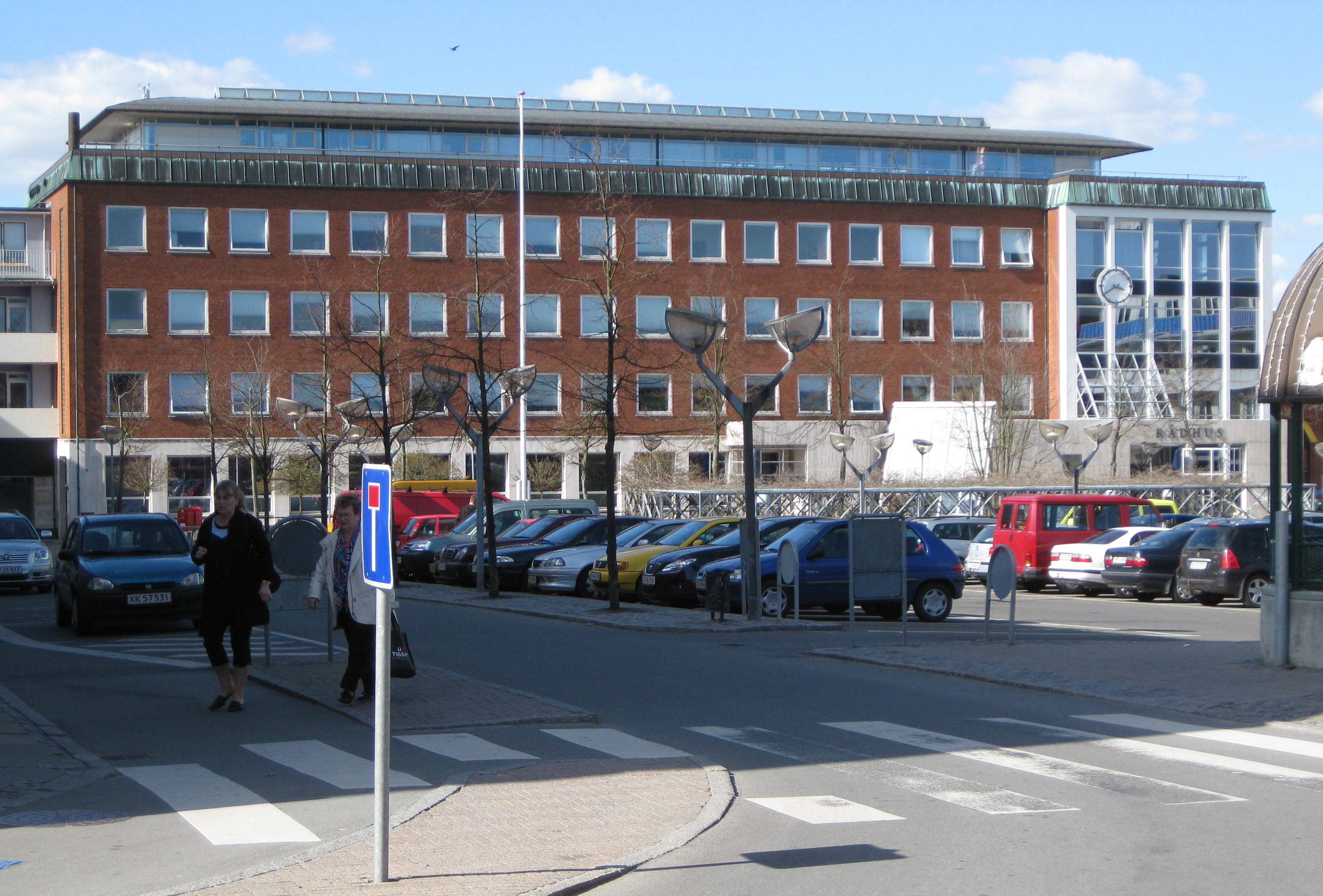
Ратуша
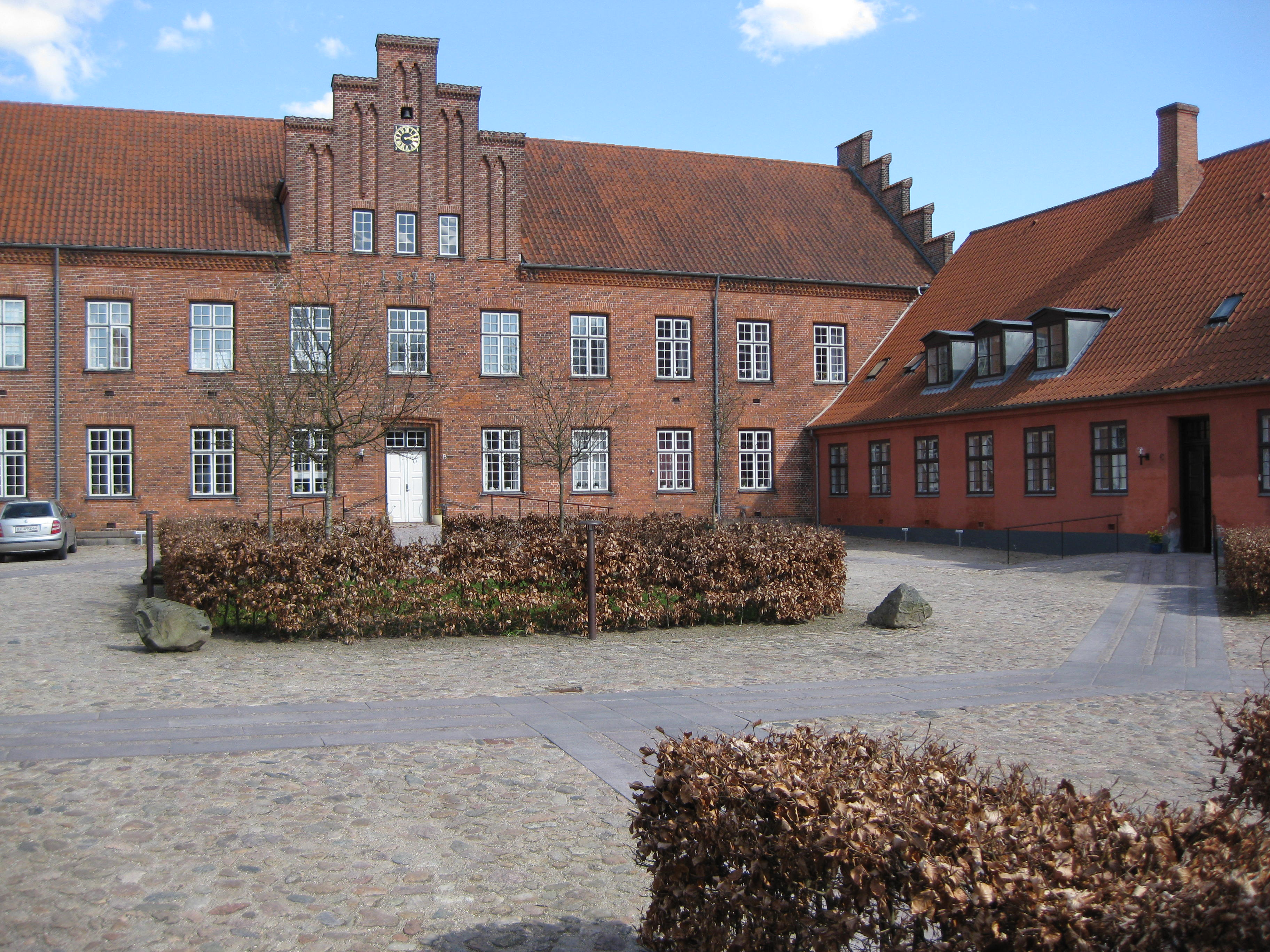
Монастир